# Renegade Software
Renegade Software era una azienda di videogiochi britannica fondata nel 1991 dai Bitmap Brothers.
Inizialmente i Bitmap Brothers utilizzarono la nuova etichetta per pubblicare videogiochi realizzati da loro, dopo essererimasti insoddisfatti dal comportamento delle altre aziende di distribuzione dei videogiochi (i loro precedenti videogiochi erano stati pubblicati dalla Mirrorsoft). Il loro obiettivo era quello di dare maggiore libertà creativa e più riconoscimenti agli sviluppatori software. Uno dei primi videogiochi pubblicati dalla Renegade Software fu Magic Pockets, per il quale avevano raggiunto un accordo con l'etichetta discografica Rhythm King per includere alcune canzoni di Betty Boo nel gioco.
In seguito la Renegade pubblicò anche videogiochi di altri, continuando a lavorare come uno degli editori indipendenti di maggior successo del periodo, fino a quando fu acquisita da Warner Interactive (gestita dalla Time Warner) nel 1995. Nel 1997 la Warner Interactive fu venduta alla GT Interactive (in seguito Infogrames) e il marchio Renegade cessò di esistere.

## Videogiochi
Di seguito la lista di videogiochi:
- Gods (1991)
- Magic Pockets (1991)
- Cadaver: The Payoff (1991)
- Sensible Soccer: European Champions (1992)
- Sensible Soccer: European Champions: 92/93 Edition (1992)
- Fire & Ice (1992)
- The Chaos Engine (1993)
- Uridium 2 (1993)
- Turrican 3 (1993)
- Elfmania (1994)
- International Sensible Soccer (1994)
- Ruff 'n' Tumble (1994)
- Sensible World of Soccer (1994)
- Flight of the Amazon Queen (1995)
- Harpoon Classic (1995)
- Speedball 2: Brutal Deluxe (1995)
- Virocop (1995)
- Sensible World of Soccer '96/'97 (1996)
- Sensible World of Soccer: European Championship Edition (1996)
- The Chaos Engine 2 (1996)
- Z (1996)